# Eje Lindström
Ehrling "Eje" Lindström, född 9 augusti 1937 i Sundsvall, är en svensk tidigare ishockeyspelare och tränare.
Eje Lindström har spelat 57 A-landskamper för Tre Kronor och vunnit VM-guld 1957.
Lindström har under sin karriär representerat:
- Wifsta/Östrands IF, (senare ombildad till Timrå IK)
- Grums IK
- AIK (först spelare, sedan tränare)
- Timrå IK, (tränare)

## Meriter
- VM-femma 1959
- EM-brons 1959
- VM-brons 1958
- EM-silver 1958
- VM-guld 1957
- EM-guld 1957
- Invald i svensk ishockeys Hockey Hall of Fame 2014
- Stor Grabb nummer 53